# Colomyia connata
Colomyia connata är en tvåvingeart som beskrevs av Spungis 1991. Colomyia connata ingår i släktet Colomyia och familjen gallmyggor. Inga underarter finns listade i Catalogue of Life.